# Gottfried Schädlich

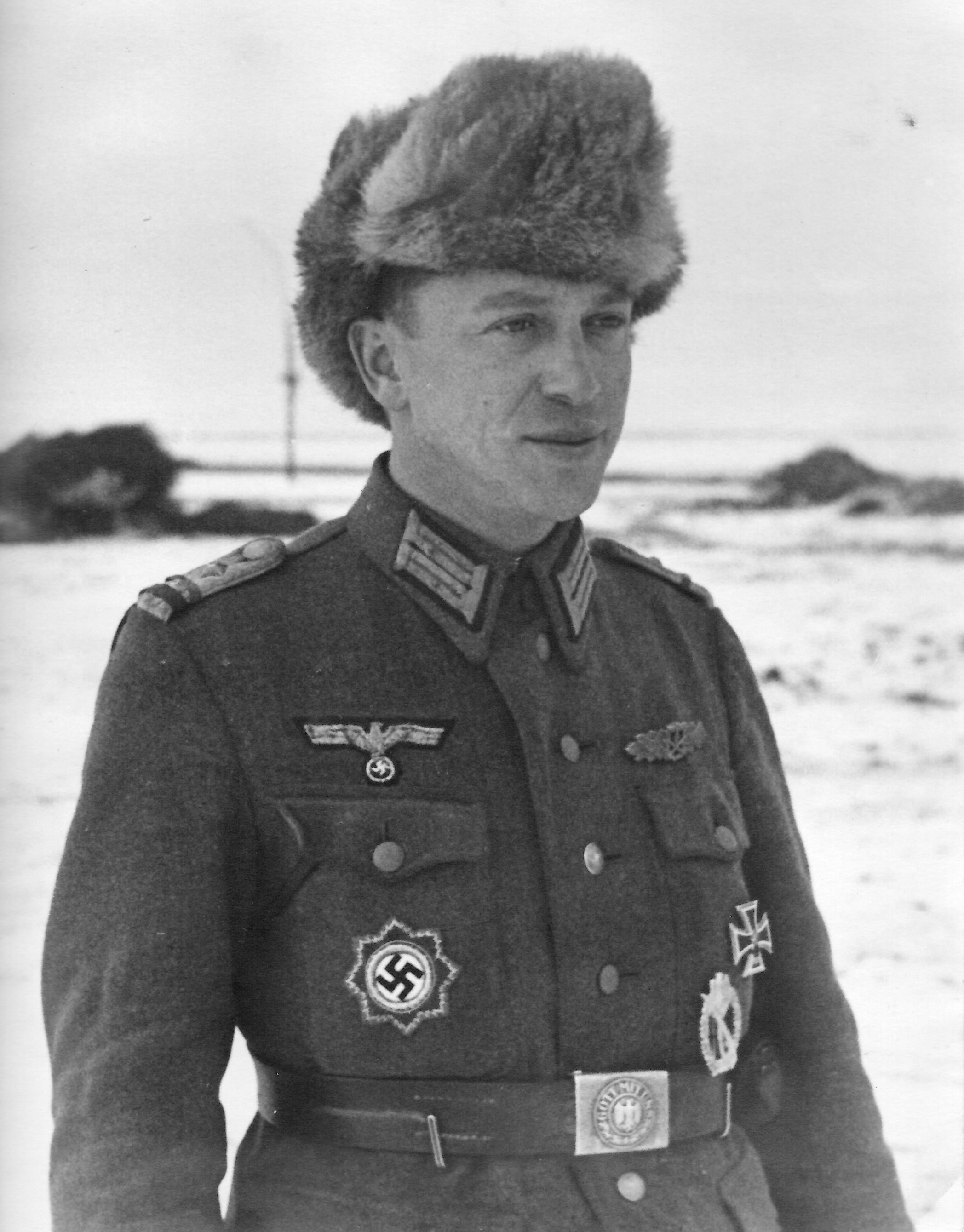
Schädlich in Saporischschja, 13. Januar 1944

Gottfried Schädlich (Pseudonyme: Fried Noxius und G. F. W. Suixon; * 20. März 1917 in Kirchberg; † 12. Mai 2007 in Brühl) war ein deutscher Oberstleutnant und Schriftsteller.

## Leben
Schädlich war nach dem Abitur an der Fürstenschule Grimma für wenige Monate bis September 1937 für den Reichsarbeitsdienst im Emsland tätig. Im gleichen Jahr im Oktober trat er als Schütze dem Heer der Wehrmacht bei. Anfang des Zweiten Weltkrieges wurde er zunächst als Zugführer und Adjutant im 1. Bataillon des 514. Grenadier-Regiment der 294. Infanterie-Division eingesetzt. Im Spätherbst 1942 wurde er als Oberleutnant Chef einer Schützenkompanie und Führer einer deutsch-rumänischen Kampfgruppe. Im späteren Laufe des Krieges wurde Schädlich als Hauptmann und Major, Kommandeur des 1. Bataillon des 514. Grenadier-Regiment und wurde am 13. Januar 1944 mit dem Deutschen Kreuz in Gold sowie am 9. Juli 1944 mit dem Ritterkreuz des Eisernen Kreuzes ausgezeichnet. Kurz darauf, im August 1944, wurde die 294. Infanterie-Division im Zuge der Operation Jassy-Kischinew der Roten Armee bei Kischinew vernichtet. Von September 1944 bis Dezember 1949 war er in sowjetischer Kriegsgefangenschaft in den Lagern Grjasowez, Tscherepowez und Michailowo. Dort arbeitete er als Holzschlepper, Holzfäller, Mäher und Zimmermann.
Nach seiner Rückkehr in die Bundesrepublik arbeitete er zunächst als Zollbeamter in Aachen. 1956 trat er als Major der neugegründeten Bundeswehr bei. Dort arbeitete er zunächst als Hörsaalleiter und Inspektionschef an der Kampftruppenschule II in Munster und der Heeresoffizierschule I in Hannover. 1963 wurde er zum Oberstleutnant befördert und ab 1965, bis er 1973 in den Ruhestand versetzt wurde, beim Heeresamt in Köln als Leiter der Gruppe Divisionsvorschriften eingesetzt.
Schädlich veröffentlichte über dreißig Bücher, unter seinem bürgerlichen Namen einige militärische Fachbücher und unter dem Pseudonym „Fried Noxius“ zahlreiche Kinder- und Jugendbücher und Romane sowie Hör- und Fernsehspiele.

## Rezeption
Das 1963 bei E.S. Mittler & Sohn erschienene Taschenbuch der Taktik gilt nach einer Rezension in der Allgemeinen Schweizerischen Militärzeitschrift als „sehr gut geeignet, wirklich als Taschenbuch mitgeführt werden zu können“. Es werden „recht nützliche Hinweise für die Gestaltung der Taktischen Schulung“ gegeben. Über sein Werk Das Trojanische Pferd (1965) hieß es: „Als Ideensammlung kann das Bändchen jeden Ausbilder vom Gruppenführer bis zum Bataillonskommandanden empfohlen werden.“

## Auszeichnungen
- Infanterie-Sturmabzeichen in Silber (12.12.1941)[1]
- Nahkampfspange in Bronze (25.9.1943)[1]
- Dienstauszeichnung 4. Klasse (1941)[1]
- Ostmedaille (20.8.1942)[1]
- Eisernes Kreuz 2. Klasse (4.9.1941)[1]
- Eisernes Kreuz 1. Klasse (8.4.1942)[1]
- Deutsches Kreuz in Gold (13.1.1944)[1]
- Ritterkreuz des Eisernen Kreuzes (9.7.1944)[1]
- Königlich Bulgarischer Tapferkeitsorden 4. Klasse 2. Stufe (30.6.1942)[1]
- Verdienstkreuz am Bande (22.2.1973)[8]

## Werke

### Militärische Fachliteratur
- mit Hans Moll: Kurzgefaßtes Lehrbuch für den Reserveoffizier und (Res.-)Offz.-Anwärter. 2 Teile, Mittler, Frankfurt am Main 1960.
  - 1. Teil: Einführung und allgemeine Schulung.
  - 2. Teil: Taktische Schulung.
- Taschenbuch der Taktik. Mittler, Frankfurt am Main 1963.

- 1. Teil: Taktische Grundsätze.
- 2. Teil: Die Kampfarten und Entschlussaufgaben.

- Das Trojanische Pferd. Kriegslist – gestern und heute. Zeichnungen durch Paul Brückner, Verlag Offene Worte, Bonn 1965. (als Fried Noxius)

### Kinder- und Jugendbücher
- 30 Gutenachtmärchen. Illustrationen durch Kurt Jennewein, Reiseler Verlag, Cöppingen 1953 (als Gottfried Schädlich)
- Der große Ring. Andermann, München [u. a.] 1957.
- Der verlorene Schatten. Illustrationen durch Carl Friedrich Joseph Benedek, Andermann, München [u. a.] 1959.
- Freiheit für Jacki. Illustrationen durch Hansrudi Wäscher, Drachenverlag, Hannover [u. a.] 1961.
- Der Geschichtenpeter. Viele kunterbunte Kindergeschichten. (= Ullstein Bücher, Nr. 450). Mit Zeichnungen von Gisela Schürenberg, Ullstein, Frankfurt/M. [u. a.] 1963.
- Der Geisterpfad. 11 Abenteuer- und Detektivgeschichten. (= Ravensburger Taschenbücher, Bd. 84). Maier, Ravensburg 1966.
- Gute-Nacht-Geschichten für kleine Leute. (= Goldmanns gelbe Taschenbücher, Bd. 1879). Goldmann, München 1967.
- Kennwort Schwarzer Brummer. Mit Zeichnungen von Max Bollwage, Schaffstein, Köln 1968.
- Die Zwiebelprinzessin. Geschichten für Kinder. (= Goldmanns gelbe Taschenbücher, Bd. 2399). Goldmann, München 1968.
- Herr Plum und der Papagei. Spannende Geschichten für Kinder. (= Goldmanns gelbe Taschenbücher, Bd. 2491). Goldmann München 1969.
- Der Riese Nimmersatt und andere Geschichten. [15 Geschichten aus der Märchenwelt zum Vorlesen und Selberlesen]. (= Ravensburger Taschenbücher, Bd. 141). Mit Zeichnungen von Lilo Fromm, Maier, Ravensburg 1969.
- Giraffe mit Knoten. Geschichten aus aller Welt für Kinder. (= Goldmanns gelbe Taschenbücher, Bd. 2669). Goldmann, München 1970.
- Aktion Hilfe für Oliver. Textzeichnungen und Stadtpläne von Margot Schaum, Schaffstein, Köln 1970, ISBN 3-7942-0118-3.
- Spuk im Lindenhof. Spannende Abenteuer. (= Goldmanns Jugend-Taschenbücher, Bd. 3.). Goldmann, München 1971, ISBN 3-442-20003-2.
- Der Geschichtenpeter. Bunte Sachen zum Lesen und Lachen. (= Goldmanns Jugend-Taschenbücher, Bd. Ju 35). Goldmann, München 1972.
- Ein Ball rollt auf die Straße. Spannende Geschichten zur Verkehrserziehung. (= Goldmanns Jugend-Taschenbücher, Bd. Ju 43). Mit 14 Bildern von Doris Steinberg, Goldmann, München 1972, ISBN 3-442-20043-1.
- Der verkaufte Regenbogen. Schnurriges Märchenallerlei. (= Goldmanns Jugend-Taschenbücher, Bd. Ju 47). Mit 11 Bildern von Doris Steinberg, Goldmann, München 1972, ISBN 3-442-20047-4.
- Gefährliches Geheimnis. Rätsel um einen unterirdischen Gang. (= Goldmann-Jugend-Taschenbücher, Bd. Ju 70). Goldmann, München 1973, ISBN 3-442-20070-9.
- Im Netz der Schmuggler. (= peb-Bücherei). Engelbert Verlag, Balve 1974, ISBN 3-536-01121-7.
- Gefahr am Platz der Gaukler. (= Ravensburger Taschenbücher, Bd. 311, Abenteuer und Spannung). Maier, Ravensburg 1974, ISBN 3-473-39311-8.
- Der Trick des Herrn van Loo. (= Ravensburger Taschenbücher, Bd. 373, Detektivgeschichten). Maier, Ravensburg 1976, ISBN 3-473-39373-8.
- Jonathan und der Geistervogel. (= Ravensburger Taschenbücher, Bd. 394, Detektivgeschichten). Maier, Ravensburg 1977, ISBN 3-473-39394-0.
- Zwei Augen zuviel. Detektivgeschichten. Kibu, Menden/Sauerland 1978, ISBN 3-88101-570-1.
- Jonathan und der goldene Krake. (= Ravensburger Taschenbücher, 578, Detektivgeschichten). Maier, Ravensburg 1979, ISBN 3-473-39578-1.
- Ein gefährlicher Vogel. (= Privatdetektiv Jonathan Jonathan). Kibu, Menden/Sauerland 1979, ISBN 3-88101-584-1.
- Ein falscher Zug und andere spannende Geschichten. Kibu, Menden/Sauerland 1979, ISBN 3-88101-590-6.
- Privatdetektiv Jonathan Jonathan. 2 Teile, Menden/Sauerland 1980/81.

- Die Spur führt nach Marokko. 1980, ISBN 3-88101-611-2.
- Die Geschäfte des Herrn van Loo. 1981, ISBN 3-88101-611-2.

- Kennwort Gelbe Schaukel. Geheimnisse, Abenteuer, Spannung. Kibu, Menden/Sauerland 1980, ISBN 3-88101-618-X.
- Laßt euch den Mond nicht rauben. Ensslin und Laiblin, Reutlingen 1986, ISBN 3-7709-0619-5.
- Wie der Winter ins Land kam. Weihnachts- und Wintergeschichten für Kinder. Gütersloher Verlagshaus, Gütersloh 1991, ISBN 3-579-02174-5.
- Der Eisblumenstrauß. Schnee- und Eisgeschichten. (= Gütersloher Taschenbücher, 1509). Gütersloher Verlagshaus, Gütersloh 1992, ISBN 3-579-01509-5.